# Mustjõgi (Jägala)
Mustjõgi är ett vattendrag i Estland. Den är 38 km lång och är ett östligt högerbiflöde till Jägala jõgi. Källan ligger i landskapet Lääne-Virumaa, men större delen ligger i Harjumaa.